# Distretto di Malaryta
Il distretto di Malaryta (in bielorusso Маларыцкі раён?) è un distretto (raën) della Bielorussia appartenente alla regione di Brėst.